# Suderwa
Suderwa (lit. Sudervė) – wieś w rejonie wileńskim okręgu wileńskiego na Litwie, nad jeziorami Rzesza, Wilnoje i Kowszelis.  Siedziba gminy Suderwa oraz rzymskokatolickiej parafii Trójcy Przenajświętszej w Suderwie.

## Historia
Dobra nadane koadiutorowi dziekana wileńskiego przez biskupa wileńskiego Waleriana Protasewicza w 1562 roku. 
Pod zaborami miasteczko; w II Rzeczypospolitej wieś i majątek ziemski. W XIX i w początkach XX w. położona była w Rosji, w guberni wileńskiej, w powiecie wileńskim, w gminie Rzesza. Po I wojnie światowej pod administracją polską, w Zarządzie Cywilnym Ziem Wschodnich. W latach 1920–1922 w składzie Litwy Środkowej.
Od 11 kwietnia 1922 leżała w Polsce, w województwie wileńskim, w powiecie wileńsko-trockim, w gminie Rzesza. W 1931 miejscowość liczyła:
- majątek – 47 mieszkańców, zamieszkałych w 4 budynkach,
- wieś – 94 mieszkańców, zamieszkałych w 9 budynkach[5].

Po II wojnie światowej w granicach Związku Sowieckiego. Od 1991 na niepodległej Litwie.
W 2003 Czesława Stupienko, starościna gminy suderwskiej została ukarana grzywną 450 litów za umieszczenie na ulicach Suderwy nazw ulic w języku litewskim oraz polskim. Grzywna została jednak anulowana. 

## Zabytki
- Kościół Świętej Trójcy zbudowany w latach 1803-1822 w formie rotundy
- Dwór, należący w okresie międzywojennym do Mariana Zdziechowskiego. Zbudowany w XIX wieku pałac ma cechy klasycystyczne Budynek jest piętrowy, na planie prostokąta. Dach wysoki, czterospadowy. Przy wejściu niewielki ganek z trójkątnym frontonem[7]. Obecnie w dworze znajduje się szkoła podstawowa imienia Mariana Zdziechowskiego, zlokalizowana przy ulicy Zdziechowskiego 1 (M. Zdziechovskio gatvė 1)[8]. W szkole znajduje się izba pamiątek po Marianie Zdziechowskim[9].